# Alexandre-Hyacinthe Dunouy
Alexandre-Hyacinthe Dunouy (Parigi, 1757 – 1841) è stato un pittore francese, noto per i suoi paesaggi.

## Biografia
Alexandre-Hyacinthe Dunouy iniziò la sua carriera dipingendo panorami di Parigi e della regione circostante. La sua prima esposizione risale al 1781, al Salon de la Jeunesse, organizzato a Parigi. Dipinse tele con paesaggi nei dintorni di Roma e di Napoli. Partecipò alle esposizioni nella capitale francese ininterrottamente dal 1791 fino al 1833, salvo rare assenze. Ricevette medaglie nel 1819 e nel 1827. Di lui è noto che viaggiò a lungo in Italia e che fra il 1813 e il 1814 fu a Napoli, sotto la protezione di Gioacchino Murat e che dipinse vedute napoletane, firmate e datate. Ci sono tracce di una sua presenza in Italia molti anni prima, attorno al 1780. Visse anche per lunghi periodi in Alvernia, Savoia e nell'area attorno Lione.
I dipinti di Dunouy sono generalmente piccoli e decorativi, garbati e pieni di dettagliː egli è nel numero di quegli artisti definiti piccoli Maestri. Le loro opere sono in genere di gusto classico e caratterizzate da forti dettagli e da luminosità.
Alcune delle opere di Dunoy includono immagini ispirate alle opere di Jean-Louis de Marne e di Nicolas Antoine Taunay e fra i pittori da lui influenzati si può annoverare Achille-Etna Michallon.

## Opere
- Castello di Benrath, Napoli, Museo di Capodimonte;
- Veduta del Castello di Benrath presso Düsseldorf, 1806, olio su carta, 20x28 cm, Parigi, Galleria Terradès;
- Veduta di Messina da terra e, sullo sfondo, la costa della Calabria, 1810-1815, olio su tela, 98 x 134 cm, Collezione privata, Milano
- Veduta di Portici, 1814, olio su tela, 130x182 cm, Napoli, Museo di Capodimonte;
- Veduta di Capodimonte, 1813, olio su tela, 126x176 cm, Napoli, Museo di Capodimonte;
- Veduta del Palazzo Reale di Napoli preso da Santa Lucia, olio su tela, 30x45 cm, Napoli, Palazzo Reale;
- Veduta di Montmorency, 1806 ca., olio su tela, 38x46 cm, Caserta, Palazzo Reale;
- Veduta di Montefontaine, 1806 ca., olio su tela, 38x46, Caserta, Palazzo Reale;
- Et in Arcadia ego identificabile come la Cascata del Liri, 1812, olio su tela, cm 38x46, Caserta, Palazzo Reale;
- Le cascate del Niagara, 1815, olio su tela, cm 38x46, Caserta, Palazzo Reale;
- Le cascate del Niagara, 1815, olio su tela, cm 38x46, Caserta, Palazzo Reale;